# Torann Maizeroi
Torann Maizeroi, né le 1er avril 1989 à Fort-de-France en Martinique, est un taekwondoïste français.

## Carrière
Il découvre le taekwondo en 1996 à l’âge de 7 ans au sein du club de Nandy dans le 77. Après des débuts compliqués, les titres nationaux commencent à s’enchaîner. L’année 2012 lui sourit, il obtient la médaille de bronze au championnat d’Europe et monte sur la plus haute marche du podium au championnat du monde universitaire.
En 2013, parallèlement à sa carrière de sportif de haut niveau, Torann Maizeroi intègre le dispositif Athlètes SNCF en tant qu’agent de sûreté à la SUGE.
En 2014,il devient Vice-Champion d'Europe.
En 2015, après une défaite lors des huitièmes de finale des Championnats du Monde, Torann retourne à la compétition quelques semaines après et remporte l'Austrian Open.
Fin 2017, il quitte le dispositif Athlètes SNCF pour se consacrer à sa carrière d'entraineur.

## Palmarès

### Championnat du Monde
- Médaille d'or universitaire - 2012
- Médaille de bronze universitaire - 2010

## Coupe du Monde
- 3e par équipe - 2006

### Open
- 2015, Autriche
  -  Médaille d'or
- 2015, Iran
  -  Médaille de bronze
- 2015, Égypte
  -  Médaille d'argent
- 2015, Qatar
  -  Médaille d'argent
- 2013,  Israël
  -  Médaille d'or
- 2013,  Espagne
  -  Médaille de bronze
- 2011,  Angleterre
  -  Médaille d'or
- 2011,  Israël
  -  Médaille d'or

### Universiades
- Médaille d'argent - 2009
- Médaille de bronze - 2007

### Championnat d'Europe
- Médaille d'argent - 2014
- Médaille de bronze - 2012
- Médaille de bronze par équipe - 2008

### Championnat de France
- Médaille d'or - 2014
- Médaille d'or - 2011
- Médaille d'or - 2009
- Médaille d'or - 2007